# Wappen der Sozialistischen Föderativen Republik Jugoslawien

Das Wappen der SFR Jugoslawien (1963–1991). Die sechs Fackeln symbolisieren die Teilrepubliken.

Das Wappen der Sozialistischen Föderativen Republik Jugoslawien war von 1943 bis 1991 in Verwendung. Designer des Wappens war Đorđe Andrejević Kun.

Vorgängerversion mit fünf Fackeln für die fünf Völker Jugoslawiens (1943–1963)

Das Wappen bestand von 1943 bis 1963 aus fünf, danach aus sechs in einer gemeinsamen Flamme brennenden Fackeln. Die fünf Fackeln symbolisierten die fünf Völker Jugoslawiens (Serben, Kroaten, Slowenen, Montenegriner und Mazedonier). Die jugoslawisch-muslimischen Bevölkerungsteile waren darin nicht repräsentiert, weshalb ab 1963 anstelle der Völker die sechs Teilrepubliken Bosnien-Herzegowina, Kroatien, Mazedonien, Montenegro, Serbien und Slowenien symbolisiert wurden. Die gemeinsame Flamme steht für Brüderlichkeit und Einheit.
Dieser Teil des Wappens wird von einem Kranz aus Weizenähren umrahmt. Eine um die Ähren geschlungene blaue Schleife trägt die Aufschrift 29·XI·1943, was an den 29. November 1943 erinnern soll. An diesem Tag fand im zentralbosnischen Jajce ein Treffen des Antifaschistischen Rats der Nationalen Befreiung Jugoslawiens statt, in dem die Basis für die föderative Nachkriegsorganisation des Landes beschlossen wurde. Über der gemeinsamen Flamme steht an den Spitzen der Ähren das Symbol des Kommunismus und der Tito-Partisanen, der rote Stern.
Das silberne Schild, auf dem das Wappen vor allem anfangs häufig zu finden war, ist nicht in Gesetzen festgeschrieben, auch wenn es für eine Reihe jugoslawischer Heraldiker einen essentiellen Teil darstellte.